# Polnische Meisterschaften im Biathlon 2007
Die 41. Polnischen Meisterschaften im Biathlon fanden vom 27. bis 30. März 2007 in Jakuszyce statt. Während die drei Einzelrennen bei den Frauen von drei verschiedenen Frauen gewonnen wurden, gewann bei den Männern in zwei der drei Wettbewerbe Tomasz Sikora.

## Männer

### Sprint – 10 km
| Platz | Starter             | Verein              | Zeit     | Schießfehler |
| ----- | ------------------- | ------------------- | -------- | ------------ |
| 1     | Tomasz Sikora       | NKS Dynamit Chorzów | 28:59,0  | 0            |
| 2     | Krzysztof Pływaczyk | AZS AWF Wrocław     | + 2:35,7 | 2            |
| 3     | Grzegorz Bodziana   | AZS AWF Katowice    | + 2;56,3 | 3            |

Datum: 27. März 2007

### Verfolgung – 12,5 km
| Platz | Starter             | Verein              | Zeit     | Schießfehler |
| ----- | ------------------- | ------------------- | -------- | ------------ |
| 1     | Tomasz Sikora       | NKS Dynamit Chorzów | 38:06,3  | 4            |
| 2     | Krzysztof Pływaczyk | AZS AWF Wrocław     | + 3:55,9 | 3            |
| 3     | Grzegorz Bodziana   | AZS AWF Katowice    | + 5:48,7 | 5            |

Datum: 28. März 2007

### Einzel – 20 km
| Platz | Starter           | Verein             | Zeit      | Schießfehler |
| ----- | ----------------- | ------------------ | --------- | ------------ |
| 1     | Grzegorz Bodziana | AZS AWF Katowice   | 1:07:23,2 | 5            |
| 2     | Sebastian Witek   | AZS AWF Katowice   | + 1:44,0  | 7            |
| 3     | Adam Kwak         | BKS WP Kościelisko | + 3:08,1  | 8            |

Datum: 30. März 2007

### Staffel 4 × 7,5 km
| Platz | Starter               | Verein                                                       | Zeit      | Schießfehler |
| ----- | --------------------- | ------------------------------------------------------------ | --------- | ------------ |
| 1     | BKS WP Kościelisko I  | Adam Kwak Mirosław Kobus Wiesław Ziemianin Łukasz Szczurek   | 1:46:57,3 | 5            |
| 2     | AZS AWF Wrocław       | Piotr Kotas Krzysztof Pływaczyk Mariusz Leja Paweł Lasek     | + 2:24,6  | 2            |
| 3     | BKS WP Kościelisko II | Marek Bujak Piotr Ziemianin Jan Litwin Wojciech Maryniarczyk | + 3:25,4  | 3            |

Datum: 29. März 2007

## Frauen

### Sprint – 7,5 km
| Platz | Starter           | Verein           | Zeit    | Schießfehler |
| ----- | ----------------- | ---------------- | ------- | ------------ |
| 1     | Magdalena Gwizdoń | BLKS Żywiec      | 28:34,1 | 3            |
| 2     | Krystyna Pałka    | AZS AWF Katowice | + 27,0  | 1            |
| 3     | Agnieszka Grzybek | MKS Karkonosze   | + 35,1  | 2            |

Datum: 27. März 2007

### Verfolgung – 10 km
| Platz | Starter           | Verein           | Zeit     | Schießfehler |
| ----- | ----------------- | ---------------- | -------- | ------------ |
| 1     | Krystyna Pałka    | AZS AWF Katowice | 40:21,2  | 5            |
| 2     | Magdalena Gwizdoń | BLKS Żywiec      | + 47,9   | 9            |
| 3     | Paulina Bobak     | AZS AWF Katowice | + 1:12,2 | 2            |

Datum: 28. März 2007

### Einzel – 15 km
| Platz | Starter           | Verein             | Zeit     | Schießfehler |
| ----- | ----------------- | ------------------ | -------- | ------------ |
| 1     | Agnieszka Grzybek | MKS Karkonosze SMS | 57:18,6  | 3            |
| 2     | Krystyna Pałka    | AZS AWF Katowice   | + 35,8   | 5            |
| 3     | Tiffany Tyrała    | AZS AWF Katowice   | + 1:01,9 | 3            |

Datum: 30. März 2007

### Staffel 4 × 6 km
| Platz | Starter            | Verein                                                             | Zeit      | Schießfehler |
| ----- | ------------------ | ------------------------------------------------------------------ | --------- | ------------ |
| 1     | AZS AWF Katowice   | Paulina Bobak Tiffany Tyrała Weronika Nowakowska Krystyna Pałka    | 1:28:41,6 | 6            |
| 2     | MKS Karkonosze SMS | Agnieszka Grzybek Magdalena Nykiel Kamila Czerniak Izabela Daniło  | + 6:24,6  | 4            |
| 3     | BKS WP Kościelisko | Katarzyna Ponikwia Katarzyna Szeliga Katarzyna Leja Karolina Pitoń | + 11:40,8 | 7            |

Datum: 29. März 2007